# Peter Struck (historien)
Peter T. Struck est un professeur d’humanités classiques à l'Université de Pennsylvanie et auteur,,,. Diplômé d'un AB à l'université du Michigan et d'un doctorat à l'université de Chicago en 1997. Sa thèse en littérature comparative porte sur la divination, les oracles, les présages dans l'antiquité grecque et romaine.
Il est notamment l'auteur des ouvrages suivants :
- Birth of the Symbol: Ancient Readers at the Limits of Their Texts. Princeton, 2004. (Awarded the Goodwin Award of Merit from the American Philological Association for best book in classical studies.)
- Mantikê: Studies in Ancient Divination. Brill, 2006. (Edited with Sarah Iles Johnston)
- The Cambridge Companion to Allegory. Cambridge University Press, 2010. (Edited with Rita Copeland)
- Divination and Human Nature: A Cognitive History of Intuition in Antiquity. Princeton, 2016. (Awarded the Goodwin Award of Merit from the American Philological Association for best book in classical studies. Only person to win this award twice in its history.)

## Gaius Appuleius Diocles
On doit à Peter Struck une étude sur les sportifs de l'histoire dans laquelle il calcule que l'aurige Gaius Appuleius Diocles est le sportif ayant eu les plus gros gains de tous les temps,, avec l'équivalent de 11 milliards d'euros (ou 15 milliards de dollars) de gains.